# Baku-Azəryol
Baku-Azəryol (azer. Bakı-Azəryol voleybol klubu) – azerski klub siatkarski kobiet, powstały w 2011 r. w Baku. 
W sezonie 2011/2012 klub występował pod nazwą AzərYolServis Baku, zajmując 6. miejsce w lidze. Następnie w wyniku fuzji z Baku VK została zmieniona nazwa na Baku-Azəryol. Po sezonie 2012/13 włodarze klubu dokonali kolejnej fuzji. Drużynę połączono z Azərreyl Baku, która będzie reprezentowała obie drużyny w azerskiej Superlidze.